# Ceolwulf z Nortumbrii
Ceolwulf z Nortumbrii, Ceolf, Ceoluulf, Ceolwulf wæs Cuþaing, Ciowulf (ur. w VII wieku; zm. 15 stycznia 764) – władca anglosaskiego królestwa Nortumbrii w latach 729-737, który abdykował by wstąpić do klasztoru benedyktynów na Lindisfarne; święty kościoła katolickiego i anglikańskiego.
Ceolwulf był przedstawicielem rodu Leodwaldingów, wywodzących się od Ocga, który od lat rywalizował o władzę w Nortumbrii z potomkami Etelfryda. Obie gałęzie rodu wywodziły się od założyciela dynastii, Idy, ale Ocga był młodszym z braci i drugim w kolejce do tronu. Jego ojcem był Cuthwine. Brat Ceolwulfa, Cenred, władał już Nortumbrią w latach 716-718, lecz po jego śmierci tron powrócił w ręce potomków Etelfryda w osobie Osrica. Osric nie miał następcy, więc, aby zapobiec eskalacji konfliktu dynastycznego, w 729 roku wyznaczył na swego sukcesora właśnie Ceolwulfa.
Początki panowania Ceolwulfa nie były dla niego łatwe. W 731 został w niejasnych okolicznościach obalony, pojmany i uwięziony w klasztorze na wyspie Lindisfarne. Jednakże jeszcze w tym samym roku powrócił na tron. Z faktu, iż wkrótce po tych wydarzeniach biskup Hexam Acca został usunięty ze swojej diecezji, historycy wnioskują, że był w jakiś sposób zamieszany w spisek przeciw królowi. Niewiele jest znanych szczegółów panowania Ceolwulfa. Wiadomo, że jego wysiłek podjęty w celu walki z oznakami rozpadu Nortumbrii był wysiłkiem bezowocnym. Znany jest głównie z tego, że cieszył się znacznym poparciem ze strony duchowieństwa i sam był wielkim zwolennikiem edukacji i kościoła oraz wielkim dobroczyńcą klasztorów. Beda Czcigodny poświęcił mu dzieło swojego życia - kronikę Historia ecclesiastica gentis Anglorum.
W 737 roku Ceolwulf zdecydował się abdykować. Na swego następcę wyznaczył kuzyna, Edberta (Eadberht). Wstąpił tym razem już dobrowolnie do klasztoru Lindisfarne. Jeszcze jako król wzbogacił ów klasztor w liczne dary, a mnisi byli mu wdzięczni za uzyskane z Watykanu pozwolenie na spożywanie przez zakonników wina i piwa, czego dotąd im nie było wolno. Zmarł 15 stycznia 764. Pochowany został w kościele na Lindisfarne, przy grobie św. Kutberta. Został uznany za świętego. Dniem jego wspomnienia liturgicznego jest 15 stycznia. Obecnie jego relikwie znajdują się m.in. w Norham i Durham.